# 부피바카인
부피바카인(Bupivacaine)은 국소 마취제이다. 또한 WHO 필수 약물 목록에 포함되어 있다.

## 알레르기
부피바카인은 아미노 아미드를 포함하고 있어 알레르기를 일으킬 수 있으며, 정맥 주사를 통한 국부 마취는 심장 마비의 위험이 있다.